# Campeonato Sul-Americano de Hóquei sobre a grama Masculino de 2016
O Campeonato Sul-Americano de Hóquei sobre a grama Masculino de 2016 foi a sétima edição deste torneio, administrado e patrocinado pela Federação Pan-Americana de Hóquei (PAHF). A sede foi o Peru, com as partidas tendo sido realizadas na cidade de Chiclayo.
A equipe do Chile conquistou o seu primeiro título desta competição, com uma campanha considerada perfeita.

## Regulamento e participantes
A competição teve uma fase, então disputada no sistema de pontos corridos, com todas as seleções se enfrentando. Sagrou-se campeã a equipe com maior número de pontos conquistados, ao final das cinco rodadas.
Seis países participaram desta competição. Além do Peru, como nação anfitriã, estavam também presentes as equipes de Chile, Equador, Paraguai, Uruguai e Venezuela. O Brasil não se fez presente a este torneio.

### Liga Mundial de Hóquei Masculino - Round 1
O Campeonato Sul-Americano de 2016 fez parte da primeira etapa da Liga Mundial de Hóquei Masculino na temporada 2016/2017, torneio este administrado pela Federação Internacional de Hóquei (FIH), que mais adiante outorgaria vagas à Copa do Mundo de 2018 (sediada em Bhubaneswar, na Índia).
O torneio realizado no Peru ofertou uma vaga direta para o Round 2 da competência mundial (a ser realizada na cidade de Tacarigua, em Trinidad e Tobago). A mesma foi ofertada ao selecionado campeão deste sul-americano. A Argentina não participou da competição em Chiclayo, uma vez que já estava qualificada ao Round 3 (fase semi-final) da citada Liga Mundial.

## Jogos
Seguem-se, abaixo, as partidas realizadas nesta competição.

### Fase única
1ª rodada
| 1 de outubro |     |          |         |  |  |
| Venezuela    | 7–2 | Paraguai | Reporte |  |  |

| 1 de outubro |      |         |         |  |  |
| Chile        | 24–0 | Equador | Reporte |  |  |

| 1 de outubro |     |      |         |  |  |
| Uruguai      | 3–2 | Peru | Reporte |  |  |

2ª rodada
| 3 de outubro |     |      |         |  |  |
| Chile        | 8–0 | Peru | Reporte |  |  |

| 3 de outubro |     |          |         |  |  |
| Uruguai      | 5–0 | Paraguai | Reporte |  |  |

| 3 de outubro |      |           |         |  |  |
| Equador      | 0–16 | Venezuela | Reporte |  |  |

3ª rodada
| 5 de outubro |      |         |         |  |  |
| Equador      | 0–16 | Uruguai | Reporte |  |  |

| 5 de outubro |     |       |         |  |  |
| Venezuela    | 0–2 | Chile | Reporte |  |  |

| 5 de outubro |              |      |         |  |  |
| Paraguai     | 2–2 (pe:3-2) | Peru | Reporte |  |  |

4ª rodada
| 7 de outubro |     |         |         |  |  |
| Paraguai     | 9–1 | Equador | Reporte |  |  |

| 7 de outubro |     |       |         |  |  |
| Uruguai      | 0–5 | Chile | Reporte |  |  |

| 7 de outubro |     |           |         |  |  |
| Peru         | 1–6 | Venezuela | Reporte |  |  |

5ª rodada
| 9 de outubro |     |         |         |  |  |
| Venezuela    | 2–1 | Uruguai | Reporte |  |  |

| 9 de outubro |     |          |         |  |  |
| Chile        | 5–0 | Paraguai | Reporte |  |  |

| 9 de outubro |      |         |         |  |  |
| Peru         | 10–0 | Equador | Reporte |  |  |

#### Classificação final
| Equipe    | Pts | J | V | Vp | Dp | D | GF | GC | Saldo |
| --------- | --- | - | - | -- | -- | - | -- | -- | ----- |
| Chile     | 15  | 5 | 5 | 0  | 0  | 0 | 44 | 0  | +44   |
| Venezuela | 12  | 5 | 4 | 0  | 0  | 1 | 31 | 6  | +25   |
| Uruguai   | 9   | 5 | 3 | 0  | 0  | 2 | 25 | 9  | +16   |
| Paraguai  | 5   | 5 | 1 | 1  | 0  | 3 | 13 | 20 | -7    |
| Peru      | 4   | 5 | 1 | 0  | 1  | 3 | 15 | 19 | -4    |
| Equador   | 0   | 5 | 0 | 0  | 0  | 5 | 1  | 75 | -74   |

- Convenções: Pts = pontos, J = jogos, V = vitórias, Vp = vitórias (nos pênaltis), Dp = derrotas (nos pênaltis), D = derrotas, GF = gols feitos, GC = gols contra, Saldo = diferença de gols.
- Critérios de pontuação: vitória = 3, vitória (nos pênaltis) = 2, derrota (nos pênaltis) = 1, derrota = 0.
- Com os resultados obtidos, o Chile qualificou-se para o Round 2 da Liga Mundial de Hóquei Masculino na temporada 2016/2017.

## Título
| Campeonato Sul-Americano de 2016 Hóquei sobre a grama masculino |
| --------------------------------------------------------------- |
| Chile Campeão (1º título)                                       |